# Двійна підтасовка
Детективний роман.Автор: Джеймс Гедлі Чейз.
Видано вперше 1952 року під назвою 
англ. «The Double Shuffle», досл. «Подвійне перемішування». Виходив під назвами «Подвійна здача», «Небезпечна подібність».Обсяг 172 стор. формату А5 (можливі відхилення в різних виданнях).
Місця дій: США(захід).

## Сюжет
Афера зі страховками з вбивством .

## Зміст
Містить 11 розділів.

## Персонажі
Посили на сторінки в 12-му томі 32-х томника.
Берроуз — президент корпорації 310-21
Геллерт — місс 473-18
Гоффман Бернард — приватний детектив 378-6,7,  476-9,7,6н
Гудієр Алан — страховий агент 310-10н
Денні Бред — дрібний театральний агент 315-6,7
Іган Піт — власник отеля «Спрінгвілл» 371-14, 411-15 
Конн Джек — дрібний нальотчик, чоловік Каріни 473-4,3н
Конн Каріна (Шерман Джойс) — 472-5,6
Лантіс Міра — наречена Райса 397-3
Меддокс — керівник відділу претензій і позовів страхового товариства «Нешнл фіделіті» 308—314
Оаклі Джейк— браконьєр-рибалка 446-19, 477-11
Пейслі місс — квартиронадавачка близнючкам 477-14
Петерс — шеріф 466-5н
Райс Пері — агент кіностудії 473-3н
Ріан — адвокат 473-15,16
Фейвєршам — секретарка Феншоу
Феншоу Тім — голова відділення «Нешнл Фіделіті» в Лос-Анджелесі 326-3
Філліпс Моссі — фотограф
Хармас Елен — дружина Стіва, бувша секретарка Меддокса
Хармас Стів — детектив страхового товариства «Нешнл фіделіті», підлеглий Меддокса
Хеккєт Ед — капітан поліції, керівник опергрупи 407-7н
Шоу Петті — білява секретарка Меддокса 309-11

## Видання
Т.12 з Зібрання в 32-х томах.— Мінськ, «Ерідан», 1993 р. (рос.), с.307—479, в томі 480 с..ISBN 5-85872-130-3

## Тексти в інтернеті
https://litmir.club
https://livelit.ru
https://loveread.ec [Архівовано 6 червня 2022 у Wayback Machine.]